# Filip Mihaljević
Filip Mihaljević (Livno, 31. srpnja 1994.), hrvatski je bacač kugle iz Bosne i Hercegovine. Član je ASK Split. Osvajač je europskog zlata i srebra te europske i svjetske dvoranske bronce. Sedmerostruki je hrvatski prvak u bacanju diska i kugle.

## Karijera

### Rana karijera i obrazovanje
Filip je sin Mirka i Jelice Mihaljević iz Livna. Njegov otac, Mirko Mihaljević, jugoslavenski prvak u krosu 1987. i 1988. te natjecatelj na Mediteranskim igrama 1979. u Splitu. Njegova majka, Jelica, bila je odbojkašica i igračica u Prvoj hrvatskoj odbojkaškoj ženskoj ligi. Ima starijeg brata Stjepana i sestru Petru.
Iako se rodio u Livnu, već se u djetinjstvu preselio u Split, gdje je do 17 godine igrao nogomet u redovima Troglava. Nakon što je otkrio bacačke atletske discipline, napustio je nogomet i počeo bacati disk, u kojem je zbog svoje građe i dobrih predispozicija ostvarivao dobre rezultate. Potom je počeo bacati i kuglu. Sve je počelo kada ga je trener ASK Splita, u kojem je trenirala i Blanka Vlašić, Ivica Jakeljica pozvao na testiranje. Nakon što je otkrio njegov potencijal, trener ga je zadržao. Filip je prvih šest mjeseci trenirao samo vikendom jer je živio u Livnu, nakon čega se preselio u Split i od 2012. počeo profesionalno baviti atletikom.
Iste godine preselio se u Charlottesville (Virginia), gdje se obrazuje na Sveučilištu Virginia studirajući ekologiju. Prvo ga je kratko vrijeme trenirao Kemal Mešić, nakon čega je trenersko mjesto preuzeo Martin Marić, hrvatski rekorder u bacanju diska. Za Sveučilište je nastupao i na Američkom sveučilšnom atletskom prvenstvu, gdje drži rekord Sveučilišta u bacanju kugle i diska.

### Uspjesi
Prvi veći uspjeh ostvario je osvajanjem srebrnog odličja na Europskom juniorskom prvenstvu 2013. u talijanskom Rietiju bacivši kuglu 20,23 metra iz predzadnjeg pokušaja.

Dvije godine kasnije, na Europskom prvenstvu do 23 godine u atletici 2015. u Tallinnu, postao je europski prvak bacivši kuglu 19,35 metara. Prvo je u kvalifikacijama bacio 19,16 metara te se kao prvi kvalificirao u završnicu. Uz njega se u kvalifikacijama natjecao i Demir Kolarević, koji je s hicem od 17,36 m osvojio ukupno 18. mjesto. U Tallinnu je nastupio i u bacanju diska, ali je u završnici osvojio četvrto mjesto: 
23. siječnja 2016. Mihaljević je osvojio prvo mjesto na mitingu Memorijal Roda McCravya u Lexingtonu (Kentucky), bacivši kuglu 20,69 metara, i time osiguravši nastup na Olimpijskim igrama 2016. u Rio de Janeiru. Bilo je to prvi puta da je u dvorani prebacio 20 m.

Nastupio je na Svjetskom dvoranskom prvenstvu u atletici 2016. u Portlandu (Oregon) te je uoči nastupa u kvalifikacijama izjavio:
 U završnici 18. ožujka Mihaljević je hitcem od 20,87 metara oborio svoj osobni rekord i osvojio brončano odličje, ukupno šesto hrvatsko na svim dotadašnjim svjetskim dvoranskim prvenstvima. Hitac je bacio u petoj (predzadnjoj) seriji, dok je zlato pripalo Novozelanđaninu Tomu Walshu (21,78 m), a srebro Rumunju Andrei Gagu sa samo dva centimetra daljim hicem (20,89 m).
U siječnju 2017. u Eugeneu (SAD) prebacio je prvi puta u karijeri 21 m (rezultat 21,30 m) te postao tek drugi hrvatski bacač kugle kojemu je to uspjelo.
U svibnju 2019. na mitingu u Slovenskoj Bistrici hitcem 21,84 m postavio je novi hrvatski rekord u bacanju kugle na otvorenom, ujedno i apsolutni, svoj prvi seniorski rekord.
4. veljače 2020. pobijedio je na prvom mitingu World Athletics Indoor Toura u Düsseldorfu hitcem od 21,52 m, što je bio novi hrvatski dvoranski rekord. To je bila njegova prva pobjeda u karijeri na World Athletics Indoor Touru.
Na mitingu World Indoor Toura u Torunu, održanu 8. veljače 2020., hitcem od 21,42 m osvojio je treće mjesto.
Na zadnjem dvoranskom mitingu iz serije World Athletics Indoor Tour, održanu 21. veljače 2020. u Madridu, osvojio je prvo mjesto s novim hrvatskim dvoranskim rekordom 21,74 m. S dvije pobjede i jednim trećim mjestom i ukupno 25 bodova, ostvario je i ukupnu pobjedu u kugli u trećem izdanju ovog niza mitinga.
Na dvoranskom mitingu u Beogradu 27. veljače 2020. poboljšao je hrvatski dvoranski rekord u bacanju kugle treći put u sezoni. S pobjedničkim hitcem bačenim u petoj seriji s 21,84 m izjednačio je svoj državni rekord na otvorenom.
U ožujku 2022. na Svjetskom dvoranskom prvenstvu u Beogradu bio je četvrti s najdaljim hitcem u povijesti svjetskih dvoranskih prvenstava koji nije bio dovoljan za medalju.
Osvojio je zlatno odličje na Europskom prvenstvu u Münchenu u kolovozu 2022.
U ožujku 2023. na Europskom dvoranskom prvenstvu u Istanbulu bio je četvrti s najdaljim hitcem u povijesti europskih dvoranskih prvenstava koji nije bio dovoljan za medalju.